# Delphinium atroviolaceum
Delphinium atroviolaceum är en ranunkelväxtart som beskrevs av Luferov. Delphinium atroviolaceum ingår i släktet storriddarsporrar, och familjen ranunkelväxter. Inga underarter finns listade i Catalogue of Life.